# Мурзицы (Сеченовский район)
Мурзи́цы — село в Сеченовском районе Нижегородской области, административный центр Мурзицкого сельсовета.
Село располагается на левом берегу реки Суры.
В селе расположено отделение Почты России (индекс 607566).

## История
Сельский храм был разрушен после революции 1917 года, а из его кирпича позже был построен клуб. В 2010 году жители села получили благословение архиепископа Нижегородского и Арзамасского Георгия на строительство храма-часовни. Попечителем храма стал уроженец села балетмейстер Владимир Захаров.

## Население
| 2002 | 2010 |
| ---- | ---- |
| 609  | ↘503 |